# Oratorio dei Santi Bartolomeo e Bernardo
L'oratorio dei Santi Bartolomeo e Bernardo di Chiaravalle, è situato a Brusata, frazione di Novazzano, e risale al 1582; fu edificato nell'aspetto attuale negli anni 1671-1679, nell'ambito di un restauro commissionato da Bernardo Fontana .

## Descrizione
L'edificio è strutturato con un'unica navata, che si conclude con il coro, ed è affiancato dal campanile a vela. Sulla facciata, che si presenta in due ordini di lesene binate sormontate dal frontone triangolare, in affreschi seicenteschi sono raffigurati i santi Bartolomeo e Bernardo, a cui è dedicato l'oratorio.
All'interno, sull'altare maggiore è collocata una pala raffigurante la Madonna del Latte coi santi titolari. Alle pareti: quattro tele con, a destra, il Martirio di sant'Apollonia e l'Elemosina di san Filippo Neri, del secolo XVII e, a sinistra, Gesù al tempio e l'Adorazione dei Magi, del secolo XVIII.